# NXT Halloween Havoc (2022)
NXT Halloween Havoc (2022) – gala wrestlingu wyprodukowana przez federację WWE dla zawodników z brandu NXT. Odbyło się 22 października 2022 w WWE Performance Center w Orlando w stanie Floryda. Emisja była przeprowadzana na żywo za pośrednictwem serwisu strumieniowego Peacock w Stanach Zjednoczonych i WWE Network na całym świecie oraz w systemie pay-per-view. Była to piętnasta gala w chronologii cyklu Halloween Havoc i trzecia gala Halloween Havoc dla brandu NXT. Gospodarzami gali byli wrestlerka ze SmackDown Shotzi oraz Quincy Elliott z NXT.
Na gali odbyło się sześć walk. W walce wieczoru, Bron Breakker pokonał Ilję Dragunova i JD McDonagha broniąc NXT Championship. W innych ważnych walkach, Mandy Rose pokonała Albę Fyre broniąc NXT Women’s Championship oraz Wes Lee pokonał Carmelo Hayesa, Oro Mensaha, Vona Wagnera i Nathana Frazera w Ladder matchu zdobywając zwakowany NXT North American Championship.

## Produkcja i rywalizacje
NXT Halloween Havoc oferowało walki profesjonalnego wrestlingu z udziałem wrestlerów należących do brandu NXT. Wyreżyserowane rywalizacje (storyline’y) były kreowane podczas cotygodniowych gal NXT i uzupełniający program transmisji strumieniowej online Level Up. Wrestlerzy są przedstawieni jako heele (negatywni, źli zawodnicy i najczęściej wrogowie publiki) i face’owie (pozytywni, dobrzy i najczęściej ulubieńcy publiki), którzy rywalizują pomiędzy sobą w seriach walk mających budować napięcie. Kulminacją rywalizacji jest walka wrestlerska lub ich seria.

### Ladder match o NXT North American Championship
Po zdobyciu NXT North American Championship w ostatnim odcinku NXT 2.0 13 września (który powrócił do NXT), Solo Sikoa, który zastąpił Wesa Lee z powodu ataku Carmelo Hayesa, został poinformowany przez Shawna Michaelsa, że został pozbawiony tytułu, ponieważ nie był planowany na walkę o mistrzostwo, w którym zdobył tytuł. Ponieważ został przeniesiony na SmackDown po debiucie na Clash at the Castle dwa tygodnie wcześniej, ogłoszono, że Hayes i czterech innych pretendentów będzie rywalizować w Ladder matchu o zwakowane mistrzostwo. W tym samym odcinku Oro Mensah jako pierwszy zakwalifikował się do walki pokonując Graysona Wallera. Trzecim zawodnikiem i drugim zakwalifikowanym zawodnikiem walki stał się Wes Lee po pokonaniu Tony’ego D’Angelo 27 września na odcinku NXT. 4 października, wyłoniono trzeciego kwalifikanta do walki, którym został Von Wagner po pokonaniu Andre Chase’a. 11 października, został wyłoniony ostatni zakwalifikowany zawodnik do Ladder matchu, którym został Nathan Frazer po pokonaniu Axioma, który tym samym wygrał serię walk best of three series z Axiomem 2-1.

### Mandy Rose vs. Alba Fyre
13 września na odcinku NXT, Toxic Attraction (Gigi Dolin, Jacy Jayne i NXT Women’s Championka Mandy Rose) zostały skonfrontowane przez Albę Fyre, która rzuciła wyzwanie Rose na walkę o NXT Women’s Championship. Po tym, jak Fyre grała w gry umysłowe z Rose przez kilka następnych tygodni, w tym porwała ją na parkingu, walka została oficjalnie ogłoszona na Halloween Havoc.

### Bron Breakker vs. Ilja Dragunov vs. JD McDonagh
20 września na odcinku NXT, odbyła się walka pomiędzy JD McDonaghem a Tylerem Batem o miano pretendenckie do NXT Championship, którego w posiadaniu był Bron Breakker, a zwycięzcą walki został McDonagh, po walce po tym, jak doznał kontuzji i musiał zwakować posiadany przez niego NXT United Kingdom Championship, powrócił Ilja Dragunov po czym ta trójka stanęła ze sobą w ringu. W następnym tygodniu po tym, jak pomiędzy sobą promo wygłaszali Dragunov i McDonagh, wyszedł Breakker i powiedział, że ponieważ on jest mistrzem, Dragunov nigdy nie stracił swojego tytułu w walce, a McDonagh jest pretendentem do tytułu, ogłosił, że na Halloween Havoc odbędzie się Triple Threat match o NXT Championship pomiędzy tą trójką.

### Roxanne Perez vs. Cora Jade
5 lipca podczas specjalnego odcinka NXT NXT The Great American Bash, Cora Jade i Roxanne Perez pokonały Toxic Attraction (Gigi Dolin i Jacy Jayne) i zdobyły NXT Women’s Tag Team Championship, a w następnym tygodniu Perez została pokonana przez członkinię Toxic Attraction Mandy Rose o NXT Women’s Championship po tym, jak Jade obróciła się przeciwko Perez i zaatakowała ją w trakcie walki, przechodząc tym samym heel turn. W następnym tygodniu, Jade upuściła swój tytuł do kosza na śmieci, wakując jej połowę mistrzostwa, a tydzień później, Perez zwakowała inną połowę mistrzostwa. Pierwsza walka pomiędzy tą dwójką odbyła się 16 sierpnia podczas specjalnego odcinka NXT NXT Heatwave, gdzie górą wyszła Jade. Na odcinku kolorowej tygodniówki z 6 września po walce Perez z Meiko Satomurą, Jade uderzyła od tyłu Perez kijem do kendo, a po tym, jak Satomura powróciła do ringu, Jade uciekła z niego, a feud pomiędzy tą dwójka była kontynuowana. 4 października, Perez i Jade gościły w segmencie Waller Effect prowadzonym przez Graysona Wallera, podczas którego Waller powiedział paniom, że zmierzą się ze sobą na Halloween Havoc w Spin The Wheel, Make the Deal matchu, w której stypulacja jest wybierana przez wylosowanie niej na kole, którym zakręcił Waller, a stypulacją wylosowaną było Weapons Wild match.

### Grayson Waller vs. Apollo Crews
23 sierpnia na odcinku NXT, Grayson Waller przedstawił nowy talk show zatytułowany The Waller Effect. Jego pierwszym gościem był Apollo Crews. Po tym, jak obaj rozmawiali o czasie Crewsa w NXT, Crews uderzył Wallera w usta. Walka pomiędzy Wallerem i Crewsem zaplanowano na następny tydzień, w którym Waller wygrał po tym, jak szturchnął Crewsa w oko. Crews powrócił 20 września na odcinku NXT, gdzie spowodował, że Waller przegrał walkę. 4 października na odcinku NXT, Waller chciał, aby ochroniarze chronili go przed Crewsem. W następnym tygodniu, Crews rozmawiał o swoich problemach z Wallerem i wizjach cmentarza i trumny. Później tej nocy, Waller przegrał walkę po tym, jak rozproszyło go samo obracające się koło Halloween Havoc. Podczas gdy ta walka była w toku, Spin The Wheel, Make the Deal match pomiędzy Wallerem i Crewsem został oficjalnie ogłoszony na Halloween Havoc.

### Julius Creed vs. Damon Kemp
Podczas Worlds Collide 4 września 2022, Julius Creed wraz z Brutusem Creedem brali udział jako NXT Tag Team Championi w Fatal 4-Way Tag Team Elimination matchu, gdzie na szali był również NXT UK Tag Team Championship, a oba tytuły miały być zunifikowane. W końcówce walki, Damon Kemp (który był przy narożniku The Creed Brothers) zdradził swoich kolegów ze stajni Diamond Mine i zaatakował Juliusa podczas Ref bumpu, kosztując ich walkę o tytuły, którą wygrali Pretty Deadly (Elton Prince i Kit Wilson). 13 września na odcinku NXT 2.0, Creed Brothers zawalczyli z Pretty Deadly o NXT Tag Team Championship w Steel Cage matchu, gdzie podczas walki, Kemp zapiął kajdankami Juliusa do klatki, a Brutus walczył sam na dwóch i Pretty Deadly obronili tytuł. Dwa tygodnie później, Brutus pokonał Kempa. W następnym tygodniu, walka Juliusa i Kempa została ustalona na Halloween Havoc, gdzie każdy z nich wybrał po jednej stypulacji. Kemp wybrał stypulację, że jeśli Julius przegra, to Brutus będzie musiał opuścić NXT, zaś Julius wybrał Ambulance match.

## Gala
| Rola                            | Osoba             |
| ------------------------------- | ----------------- |
| Komentatorzy angielskojęzyczni  | Vic Joseph        |
| Komentatorzy angielskojęzyczni  | Booker T          |
| Komentatorzy hiszpańskojęzyczni | Marcelo Rodríguez |
| Komentatorzy hiszpańskojęzyczni | Jerry Soto        |
| Spiker                          | Alicia Taylor     |
| Sędziowie                       | Adrian Butler     |
| Sędziowie                       | Chip Danning      |
| Sędziowie                       | Dallas Irvin      |
| Sędziowie                       | Derek Sanders     |
| Sędziowie                       | Joey Gonzalez     |
| Panel Pre-show                  | Sam Roberts       |
| Panel Pre-show                  | McKenzie Mitchell |
| Panel Pre-show                  | Dave LaGreca      |

### Dark matche
Zanim gala rozpoczęła się w serwisach streamingowych, odbyły się dwa dark matche. W pierwszym Kiana James pokonała Valentinę Feroz, a w drugim Axiom pokonał Javiera Bernala.

### Pre-show
Podczas pre-show nie odbyły się żadne walki, jednak gospodarze Halloween Havoc, Shotzi i Quincy Elliott, pojawili się obok Apollo Crewsa i Graysona Wallera. Zakręcili kołem, które wylądowało na „Casket match”, co było stypulacją walki dla walki Wallera i Crewsa.

### Główne show
Właściwa gala rozpoczęła się Ladder matchem o zwakowane mistrzostwo Ameryki Północnej NXT, w którym udział wzięli Carmelo Hayes, Nathan Frazer, Wes Lee, Oro Mensah i Von Wagner. Frazer wykonał springboard Spanish Fly suplex na Hayesie na drabinie. Trick Williams wtrącił się, zdejmując Mensaha z drabiny i poza ring. Williams i Mr. Stone próbowali odczepić tytułowy pas, ale Stone znokautował Williamsa butem. Williams następnie przechylił drabinę, powodując wypadnięcie Stone’a z ringu. Frazer wykonał frog splash na Wagnerze przez drabinę. Następnie Lee wykonał Planch na Frazerze, a następnie Mensah wykonał dropkick na Lee. Hayes wykonał crossbody z barykady na Mensahu, zanim Lee wykonał cannonball na Hayesie. Wagner przerzucił Lee przez górną linę na stół komentatorski. Po tym, jak Frazer i Wagner wspinali się po drabinie o pas mistrzowski, Mensah zrzucił ich obu na ringside. Frazer i Mensah przerzucili Wagnera przez barykadę i rzucili na niego drabiną. Po tym, jak Mensah i Frazer walczyli na szczycie drabiny, Mensah odepchnął Frazera. Następnie Hayes umieścił kolejną drabinę między linami a jednym ze szczebli drabiny, po czym ściągnął Mensaha z drabiny. W końcowych momentach Lee wykonał meteora na Hayesie na moście drabinkowym i odpiął pas, aby po raz pierwszy zdobyć tytuł.
Następnie Toxic Attraction (Gigi Dolin, Jacy Jayne i mistrzyni kobiet NXT Mandy Rose) zatrzymały się przed nawiedzonym domem. Gdy badali dom, Alba Fyre zaciągneła Jayne za zasłonę, po czym rzuciła Dolin na stół. Następnie Fyre zaatakowała Rose kijem. Po tym, jak Rose została rozproszona przez przerażające postacie, Fyre znokautowała Rose, zanim umieściła ją w SUV-ie. Następnie Fyre zawiózła SUV-a z powrotem do Performance Center.
W drugiej walce, Apollo Crews zmierzyło się z Graysonem Wallerem w Casket matchu. Podczas walki Waller szturchnął Crewsa w oko i wysłał go przez trumnę, ale ponieważ wieko nie było zamknięte, walka była kontynuowana. Potem światła zamigotały, a Crews poprowadził kilku druidów do ringu z nową trumną. Waller wysłał Crewsa do trumny, ale Crews użył swoich stóp, aby uniemożliwić zamknięcie wieka. Następnie Waller wykonał Ace Crusher na Crewsie i chciał wykonać Tombstone Piledriver, ale Crews skontrował zmodyfikowanym gutbusterem. W kulminacyjnym momencie Waller uniemożliwił zamknięcie pokrywy. Waller następnie spróbował wykonać Ace Crusher, ale Crews skontrował i wrzucił Wallera do trumny przed zamknięciem pokrywy, aby wygrać walkę.
Następnie odbył się segment Chase University, w którym Andre Chase oceniał swoich uczniów na temat historii Halloween Havoc. Jeden ze studentów, Bodhi Hayward, źle odpowiedział na pytanie, a Duke Hudson odpowiedział poprawnie. Po zakończeniu zajęć Hayward stwierdził, że nie ufa Hudsonowi.
Następnie pokazano materiał filmowy, na którym Alba Fyre prowadzi mistrzynię kobiet NXT Mandy Rose do Performance Center.
W trzeciej walce, Cora Jade zmierzyła się z Roxanne Perez w Weapons Wild matchu. Perez miała makijaż klauna, kiedy wchodziła. W początkowych momentach Perez blokowała uderzenia bronią Jade deskorolką. Po tym, jak Perez przygotowała stół, Jade spryskała jej twarz i wepchnęła na barykadę. Po tym, jak Jade dominowała przez kilka następnych minut, Perez przerwała dominację uderzeniami pasem w Jade i uderzeniem z pokrywy kosza na śmieci. Jade zablokowała próbę wykonania Pop Rocks przed wykonaniem High Knee w rogu. Perez następnie wykonała frankensteiner z lin na Jade dla nearfallu. Następnie obie udały się na podwyższoną platformę, gdzie Perez wykonała legsweep na Jade, powodując, że obie upadły na stoły. W końcowych chwilach Perez wykonała backdrop na Jade na krzesła, a następnie Pop Rocks na Jade na krzesłach, aby wygrać walkę.
Następnie pokazano materiał przedstawiający mężczyznę palącego maskę w ogniu (prawdopodobnie teasując potencjalny powrót T-Bara do NXT pod nową nazwą).
Następnie gospodarz Halloween Havoc, Shotzi, która był przebrany za sok z żuka, wjechała czołgiem na ring i mówiła o tym, jaka wspaniała była ta gala, a Quincy Elliott, który był przebrany za banana, wkroczył do ringu. Jednak przerwała im Lash Legend, a po trzech wymianach obelg Shotzi zaatakowała Legend ruchem DDT. Później ogłoszono, że Legend zmierzy się z Shotzi na następnym odcinku NXT.
Następnie The Schism (Joe Gacy, Jagger Reid i Rip Fowler) nakręcili promo na temat masek i drugiej osoby, która ich śledzi. Obiecali zdemaskować tę osobę na następnym odcinku NXT.
W czwartej walce, Julius Creed zmierzył się z Damonem Kempem w Ambulance matchu ze stypulacją, że jeśli Julius przegra, Brutus Creed musi opuścić NXT. Kemp wszedł, trzymając krzesło z wypisanym imieniem Julius. Julius podniósł dynie, aby w niego rzucić, a następnie wykonał dropkick na Kempa, a walka oficjalnie rozpoczęła się chwilę później. Po dominacji Juliusa, Kemp za pomocą kuli uniemożliwił zamknięcie drzwi karetki. Po tym, jak Kemp użył gaśnicy na Juliusie, Julius spryskał go nią. Kemp rzucił Juliusa na beton, ale Julius kopnął drzwi karetki, żeby się nie zamknęły. Kemp pchnął Juliusa na stalowe schody. Jednak Julius umieścił Kempa na wózku inwalidzkim i umieścił kulę, aby uwięzić w nim Kempa. Kemp był w stanie zdjąć kulę i uderzyć Juliusa gaśnicą, podczas gdy Julius próbował wykonać na nim suicide dive. Kemp wrzucił Juliusa do skrzyni i wcisnął ją do karetki. Jednak Julius użył palców, aby uniemożliwić zamknięcie drzwi. Julius wykonał elbow drop na Kempa przez stół, po czym Julius wielokrotnie uderzał Kempa krzesłem. W końcówce Julius wykonał na Kempa powerbomb na nosze, po czym umieścił go w karetce i zamknął drzwi, aby wygrać walkę. Następnie członkowie Diamond Mine, Ivy Nile i Brutus Creed, świętowali ten moment z Juliusem.
Gdy karetka opuszczała Performance Center, Alba Fyre i mistrzyni kobiet NXT Mandy Rose kontynuowali bójkę, a ich walka oficjalnie rozpoczęła się, gdy były w ringu. Rose wykonała Spinebuster na Fyre i próbowała wykonać double underhook facebuster, ale Fyre zablokował i wykonał powerbomb dla nearfallu. W kulminacyjnym momencie Fyre wykonała Swanton Bomb, ale Gigi Dolin i Jacy Jayne odciągnęły sędziego. Fyre wykonała superkick na Jayne, która obezwładniła sędziego. Fyre następnie wykonała Gory Bomb na Rose, ale nie było tam sędziego, który mógłby odliczyć pin. Następnie Jayne spoliczkowała Fyre, a chwilę później Rose wykonała Kissed by the Rose na Fyre, aby zachować tytuł.

### Walka wieczoru
W walce wieczoru, Bron Breakker bronił mistrzostwo NXT przeciwko JD McDonaghowi i Ilji Dragunovowi w Triple Threat matchu. Breakker użył łopaty do rozbicia dwóch nagrobków z nazwiskami Dragunova i McDonagha. Po brutalnym pojedynku pomiędzy tą trójką, Breakker wykonał Military Press Powerslam na Dragunovie, ale McDonagh wyciągnął Breakkera z ringu i przypiął samego Dragunova dla nearfallu. Dragunov wykonał Torpedo Moscow na Breakkerze, ale McDonagh uniemożliwił sędziemu policzenie do trzech. Po tym, jak McDonagh i Dragunov walczyli poza ringiem, Dragunov wykonał Torpedo Moscow na McDonaghu, ale udawał że ma ból głowy. W końcowych momentach Dragunov i Breakker wymienili ciosy, a Dragunov uzyskał przewagę po wykonaniu enziguri, german suplexie i lariatcie. Gdy Dragunov chciał wykonać Torpedo Moscow na Breakerze, Breakker skonfrontował Dragunova Spearem, aby zachować tytuł.

## Wyniki walk
| Nr                                                                                    | Wyniki | Stypulacje                                                                    | Czas  |
| ------------------------------------------------------------------------------------- | --- | ----------------------------------------------------------------------------- | ----- |
| 1D                                                                                    | Kiana James pokonała Valentinę Feroz                                                                              | Singles match                                                                 | 4:25  |
| 2D                                                                                    | Axiom pokonał Javiera Bernala                                                                                     | Singles match                                                                 | 1:06  |
| 3                                                                                     | Wes Lee pokonał Carmelo Hayesa (z Trick Williamsem), Oro Mensaha, Vona Wagnera (z Mr. Stone’em) i Nathana Frazera | Ladder match o zwakowany NXT North American Championship                      | 19:17 |
| 4                                                                                     | Apollo Crews pokonał Graysona Wallera                                                                             | Spin the Wheel, Make the Deal: Casket match                                   | 12:58 |
| 5                                                                                     | Roxanne Perez pokonała Corę Jade poprzez pinfall                                                                  | Spin the Wheel, Make the Deal: Weapons Wild match                             | 12:25 |
| 6                                                                                     | Julius Creed pokonał Damona Kempa                                                                                 | Ambulance match Jeśli Julius przegra, Brutus Creed będzie musiał opuścić NXT. | 14:09 |
| 7                                                                                     | Mandy Rose (c) pokonała Albę Fyre poprzez pinfall                                                                 | Singles match o NXT Women’s Championship                                      | 7:07  |
| 8                                                                                     | Bron Breakker (c) pokonał Ilję Dragunova i JD McDonagha poprzez pinfall                                           | Triple Threat match o NXT Championship                                        | 23:47 |
| (c) – mistrz/mistrzyni przed walkąD – walka była dark matchem (nietransmitowana w TV) | |                                                                               |       |